# Fredede fortidsminder i Frederikssund Kommune
Denne liste over fredede fortidsminder i Frederikssund Kommune viser alle fredede fortidsminder i Frederikssund Kommune. Listen bygger på data fra Kulturarvsstyrelsen.